# Касспи, Омри
Омри Касспи (ивр. עומרי כספי‎; родился 22 июня 1988 года в Явне) — израильский профессиональный баскетболист, игравший на позиции лёгкого форварда. Был выбран под 23 номером на драфте НБА 2009 года клубом «Сакраменто Кингз».

## Биография
Касспи является воспитанником баскетбольного клуба «Хапоэль» (Холон), в 2005 году перешёл в молодёжную команду «Маккаби» из Тель-Авива, с которой выиграл молодёжный чемпионат Израиля. В 2006 году Касспи выиграл чемпионат Израиля уже со взрослой командой «Маккаби», после чего на один сезон перешёл в «Хапоэль» из Верхней Галилеи. Вернувшись в «Маккаби» в 2007 году, он стал основным игроком команды, помог ей выйти в финал Евролиги 2008 года и выиграть чемпионат Израиля 2009 года. Касспи занял четвёртое место в голосовании, определявшем лучшего молодого баскетболиста Европы 2008 года, уступив испанцу Рубио, итальянцу Галлинари и греку Куфосу.
В 2008 году Касспи объявил о своём желании выступать в НБА и выставил свою кандидатуру на драфт. Он две недели провёл в США, побывав на просмотрах в 10 клубах, однако ни один из них не предоставил израильтянину гарантий, что тот будет выбран на драфте в первом раунде и попадёт в команду, поэтому в последний момент Касспи свою кандидатуру отозвал.
В 2009 году Касспи вновь выставил свою кандидатуру на драфт и был выбран в первом раунде, под 23 номером клубом «Сакраменто Кингз». Таким образом Касспи стал первым израильтянином, выбранным в первом раунде драфта, и первым израильтянином, который стал играть в НБА. До него на драфтах выбирались Дорон Шеффер (№ 36 в 1996), Лиор Элияху и Йотам Гальперин (№ 44 и № 53 в 2006), но все трое так и не попали в НБА, в 1998 году Одед Катташ подписал контракт с «Нью-Йорк Никс», но в итоге не сыграл из-за локаута.
30 июня 2011 года руководители «Кливленд Кавальерс» и «Сакраменто Кингз» достигли договорённости об обмене Касспи вместе с правом выбора в первом раунде драфта НБА 2012 года в «Кливленд Кавальерс» на форварда Джей Джей Хиксона.
16 сентября 2014 года игрок вернулся в Сакраменто Кингз".

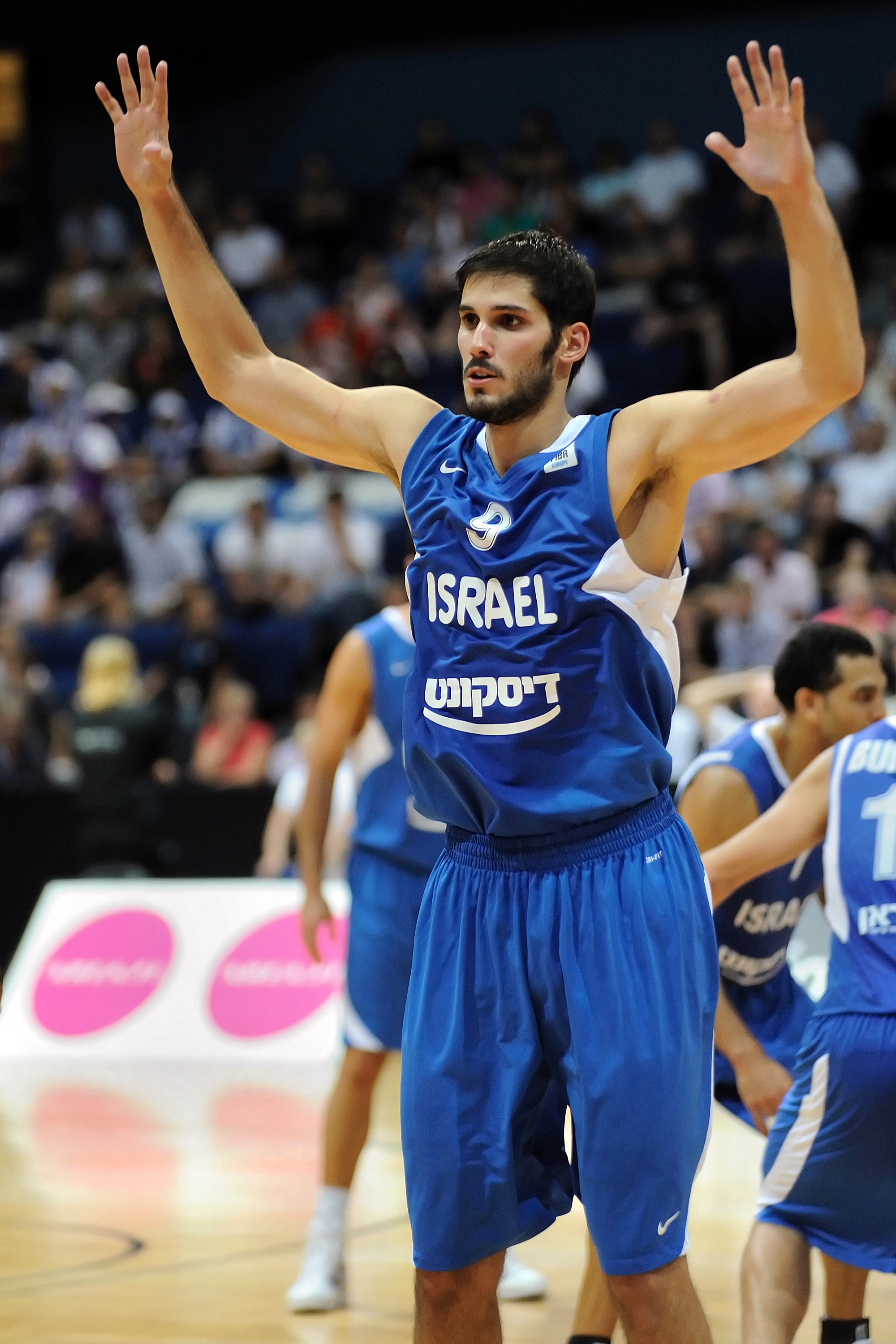
Касспи в составе сборной Израиля в 2010

## Статистика

### Статистика в НБА
| Сезон                                                                                    | Команда      | Регулярный сезон | Регулярный сезон | Регулярный сезон | Регулярный сезон | Регулярный сезон | Регулярный сезон | Регулярный сезон | Регулярный сезон | Регулярный сезон | Регулярный сезон | Регулярный сезон | Серия плей-офф | Серия плей-офф | Серия плей-офф | Серия плей-офф | Серия плей-офф | Серия плей-офф | Серия плей-офф | Серия плей-офф | Серия плей-офф | Серия плей-офф | Серия плей-офф |
| Сезон                                                                                    | Команда      | GP               | GS               | MPG              | FG%              | 3P%              | FT%              | RPG              | APG              | SPG              | BPG              | PPG              | GP             | GS             | MPG            | FG%            | 3P%            | FT%            | RPG            | APG            | SPG            | BPG            | PPG            |
| ---------------------------------------------------------------------------------------- | ------------ | ---------------- | ---------------- | ---------------- | ---------------- | ---------------- | ---------------- | ---------------- | ---------------- | ---------------- | ---------------- | ---------------- | -------------- | -------------- | -------------- | -------------- | -------------- | -------------- | -------------- | -------------- | -------------- | -------------- | -------------- |
| 2009/10                                                                                  | Сакраменто   | 77               | 31               | 25,1             | 44,6             | 36,9             | 67,2             | 4,5              | 1,2              | 0,7              | 0,2              | 10,3             | Не участвовал  | Не участвовал  | Не участвовал  | Не участвовал  | Не участвовал  | Не участвовал  | Не участвовал  | Не участвовал  | Не участвовал  | Не участвовал  | Не участвовал  |
| 2010/11                                                                                  | Сакраменто   | 71               | 27               | 24,0             | 41,2             | 37,2             | 67,3             | 4,3              | 1,0              | 0,8              | 0,2              | 8,6              | Не участвовал  | Не участвовал  | Не участвовал  | Не участвовал  | Не участвовал  | Не участвовал  | Не участвовал  | Не участвовал  | Не участвовал  | Не участвовал  | Не участвовал  |
| 2011/12                                                                                  | Кливленд     | 65               | 35               | 20,6             | 40,3             | 31,5             | 68,5             | 3,5              | 1,0              | 0,6              | 0,3              | 7,1              | Не участвовал  | Не участвовал  | Не участвовал  | Не участвовал  | Не участвовал  | Не участвовал  | Не участвовал  | Не участвовал  | Не участвовал  | Не участвовал  | Не участвовал  |
| 2012/13                                                                                  | Кливленд     | 43               | 1                | 11,7             | 39,4             | 32,9             | 53,7             | 2,7              | 0,7              | 0,6              | 0,3              | 4,0              | Не участвовал  | Не участвовал  | Не участвовал  | Не участвовал  | Не участвовал  | Не участвовал  | Не участвовал  | Не участвовал  | Не участвовал  | Не участвовал  | Не участвовал  |
| 2013/14                                                                                  | Хьюстон      | 71               | 2                | 18,1             | 42,2             | 34,7             | 68,0             | 3,7              | 1,2              | 0,6              | 0,2              | 6,9              | Не участвовал  | Не участвовал  | Не участвовал  | Не участвовал  | Не участвовал  | Не участвовал  | Не участвовал  | Не участвовал  | Не участвовал  | Не участвовал  | Не участвовал  |
| 2014/15                                                                                  | Сакраменто   | 67               | 19               | 21,1             | 48,9             | 40,2             | 73,3             | 3,9              | 1,5              | 0,5              | 0,1              | 8,9              | Не участвовал  | Не участвовал  | Не участвовал  | Не участвовал  | Не участвовал  | Не участвовал  | Не участвовал  | Не участвовал  | Не участвовал  | Не участвовал  | Не участвовал  |
| 2015/16                                                                                  | Сакраменто   | 69               | 21               | 27,3             | 48,1             | 40,9             | 64,8             | 5,9              | 1,4              | 0,8              | 0,2              | 11,8             | Не участвовал  | Не участвовал  | Не участвовал  | Не участвовал  | Не участвовал  | Не участвовал  | Не участвовал  | Не участвовал  | Не участвовал  | Не участвовал  | Не участвовал  |
| 2016/17                                                                                  | Сакраменто   | 22               | 2                | 18,0             | 45,3             | 37,9             | 57,1             | 4,1              | 1,2              | 0,5              | 0,0              | 5,9              | Не участвовал  | Не участвовал  | Не участвовал  | Не участвовал  | Не участвовал  | Не участвовал  | Не участвовал  | Не участвовал  | Не участвовал  | Не участвовал  | Не участвовал  |
| 2016/17                                                                                  | Нью-Орлеан   | 1                | 0                | 23,7             | 55,6             | 50,0             | 0,0              | 2,0              | 0,0              | 0,0              | 0,0              | 12,0             | Не участвовал  | Не участвовал  | Не участвовал  | Не участвовал  | Не участвовал  | Не участвовал  | Не участвовал  | Не участвовал  | Не участвовал  | Не участвовал  | Не участвовал  |
| 2016/17                                                                                  | Миннесота    | 13               | 0                | 17,0             | 50,0             | 20,0             | 62,5             | 1,5              | 0,8              | 1,0              | 0,2              | 3,5              | Не участвовал  | Не участвовал  | Не участвовал  | Не участвовал  | Не участвовал  | Не участвовал  | Не участвовал  | Не участвовал  | Не участвовал  | Не участвовал  | Не участвовал  |
| 2017/18                                                                                  | Голден Стэйт | 53               | 7                | 14,0             | 58,0             | 45,5             | 72,5             | 3,8              | 1,0              | 0,3              | 0,4              | 5,7              | Не участвовал  | Не участвовал  | Не участвовал  | Не участвовал  | Не участвовал  | Не участвовал  | Не участвовал  | Не участвовал  | Не участвовал  | Не участвовал  | Не участвовал  |
| 2018/19                                                                                  | Мемфис       | 36               | 0                | 14,5             | 53,4             | 34,9             | 67,2             | 3,2              | 0,7              | 0,6              | 0,3              | 6,3              | Не участвовал  | Не участвовал  | Не участвовал  | Не участвовал  | Не участвовал  | Не участвовал  | Не участвовал  | Не участвовал  | Не участвовал  | Не участвовал  | Не участвовал  |
|                                                                                          | Всего        | 588              | 145              | 20,3             | 45,4             | 36,8             | 67,8             | 4,0              | 1,1              | 0,6              | 0,2              | 7,9              | Не участвовал  | Не участвовал  | Не участвовал  | Не участвовал  | Не участвовал  | Не участвовал  | Не участвовал  | Не участвовал  | Не участвовал  | Не участвовал  | Не участвовал  |
| Наведите курсор мыши на аббревиатуры в заголовке таблицы, чтобы прочесть их расшифровку. |              |                  |                  |                  |                  |                  |                  |                  |                  |                  |                  |                  |                |                |                |                |                |                |                |                |                |                |                |

### Статистика в других лигах
| Сезон                                                                                   | Команда             | Лига              | GP | GS | MPG  | FG%  | 3P%  | FT%  | RPG | APG | SPG | BPG | PPG  |  |
| 2005/06                                                                                 | Маккаби (Тель-Авив) | Евролига          | 3  | 0  | 2,7  | 0,0  | 0,0  | 50,0 | 0,0 | 0,0 | 0,0 | 0,0 | 0,7  |  |
| 2007/08                                                                                 | Маккаби (Тель-Авив) | Евролига          | 20 | 7  | 11,3 | 54,5 | 28,6 | 60,0 | 2,1 | 0,6 | 0,3 | 0,3 | 4,6  |  |
| 2008/09                                                                                 | Маккаби (Тель-Авив) | Евролига          | 16 | 8  | 17,5 | 50,5 | 45,0 | 77,1 | 3,1 | 0,4 | 0,8 | 0,2 | 8,8  |  |
| 2019/20                                                                                 | Все клубы           | Все лиги          | 12 | 10 | 19,5 | 56,0 | 27,3 | 63,4 | 5,5 | 3,0 | 1,3 | 0,3 | 10,9 |  |
| 2019/20                                                                                 | Маккаби (Тель-Авив) | Евролига          | 6  | 6  | 21,2 | 63,6 | 25,0 | 56,0 | 5,3 | 3,2 | 1,3 | 0,2 | 12,0 |  |
| 2019/20                                                                                 | Маккаби (Тель-Авив) | Чемпионат Израиля | 6  | 4  | 17,8 | 48,9 | 33,3 | 75,0 | 5,7 | 2,8 | 1,3 | 0,5 | 9,8  |  |
|                                                                                         |                     | Всего             | 51 | 25 | 14,7 | 52,7 | 34,8 | 66,7 | 3,1 | 1,1 | 0,7 | 0,2 | 7,1  |  |
| Наведите курсор мыши на аббревиатуры в заголовке таблицы, чтобы прочесть их расшифровку |                     |                   |    |    |      |      |      |      |     |     |     |     |      |  |

## Рекорды
- Очки: 36 — с «Уорриорз» 28.12.2015
- Подборы: 17 — с «Клипперс» 21.02.2015
- Передачи: 7 — 2 раза: с «Наггетс» 12.04.2015, с «Пистонс» 21.12.2013
- Перехваты: 6 — с «Уизардс» 08.12.2010
- Блоки: 2 — 10 раз